# Associazione italiana amici di Raoul Follereau
L'Associazione italiana amici di Raoul Follereau (AIFO) è una organizzazione non governativa per la lotta alla lebbra e alle forme di ingiustizia ed emarginazione ad essa connesse.
L'AIFO nasce nel 1961 dalla comune azione di gruppi spontanei di volontari, ispirati dal messaggio di giustizia e di amore di Raoul Follereau. A livello internazionale, l'AIFO è stata riconosciuta quale organismo di cooperazione sanitaria internazionale ed è partner ufficiale della Organizzazione mondiale della sanità (OMS). Collabora attivamente con altre agenzie delle Nazioni Unite e realizza progetti nei Paesi in via di sviluppo con il patrocinio dell'Unione europea e del Ministero degli Affari Esteri italiano.
L'AIFO è anche federata alla ILEP (Federazione internazionale delle associazioni per la lotta alla lebbra), al Cercle de Solidarité Follereau-Damien (di cui è membro fondatore), alla Volontari nel mondo-FOCSIV e all'International Disability Development Consortium (IDDC). Fa parte infine del consiglio tecnico dell'African Rehabilitation Institute, con sede nello Zimbabwe.
Aree di particolare interesse per l'Associazione sono India, Brasile e Mozambico, dove l'AIFO è presente con propri uffici di coordinamento.
L'AIFO ha realizzato nella Repubblica Democratica del Congo un progetto di particolare complessità per portare l'acqua e l'energia elettrica nell'ospedale di Kimbau, gestito da Chiara Castellani, in un'area difficilmente accessibile.

## Le modalità d'azione
L'Associazione opera soprattutto nei Paesi in via di sviluppo "senza alcuna discriminazione di credo o cultura". L'implementazione dei progetti segue un approccio globale ed integrato alla situazione, tutelando in particolare le fasce più deboli e vulnerabili della popolazione e il patrimonio storico, sociale e culturale della comunità.
Uno degli obiettivi principali è il rafforzamento della partecipazione della comunità, collaborando con questa allo sviluppo del progetto e favorendo un maggiore coinvolgimento della popolazione e di altri partner locali (governi, enti pubblici, ONG che operano in loco) nello stesso.
Più nello specifico, l'AIFO si occupa di gestire progetti di prevenzione, controllo e trattamento della lebbra e comunque riguardanti la sanità di base. Coerentemente con i suoi obbiettivi, gestisce ed implementa anche progetti di riabilitazione fisica e sociale dei soggetti colpiti da lebbra e altre disabilità, con iniziative di promozione dell'autosviluppo (formazione del personale locale, microcredito, formazione di gruppi di auto-aiuto).
Una particolare iniziativa è il Programma "Restituire l'infanzia", istituito per raggiungere tutti i bambini con disabilità attraverso un approccio personalizzato per ogni bambino ("child-to-child"), con l'azione di insegnanti di sostegno e contemporaneamente di membri della comunità. L'obbiettivo è l'integrazione dei bambini nel sistema scolastico, al fine di garantire una formazione adeguata.

## Il protocollo di "Riabilitazione su Base Comunitaria"
La Riabilitazione su Base Comunitaria (RBC) è un approccio innovativo promosso dall'OMS, da altre Agenzie dell'ONU e da altre ONG operanti nel settore della disabilità.
La RBC è così definita da un documento firmato congiuntamente da OMS, UNESCO e ILO:
(Joint Position Paper OMS, ILO, UNESCO 1994)
L'AIFO è l'unica promotrice in Italia di tale approccio, consistente in vari processi a medio e lungo termine di sviluppo comunitario.
Gli obbiettivi dell'approccio di RBC sono:
- promozione dell'interazione fra persone con disabilità, le loro famiglie e la loro comunità, al fine di incentivare la loro integrazione;
- creazione e promozione di organizzazioni di base e della loro interazione;
- insegnamento di semplici tecniche riabilitative per persone con disabilità;
- produzione di supporti ortopedici per persone con disabilità;
- promozione di progetti di autosviluppo (schemi di risparmio, fondi di credito agevolato, fondi di semi, gruppi di mutuo soccorso, cooperative economiche per persone con disabilità, corsi di formazione professionale);
- cooperazione con i Governi e gli Enti locali e pubblici per il rafforzamento del sistema di riferimento e delle iniziative.

## L'AIFO in Italia
L'AIFO è presente in Italia con decine di gruppi e centinaia di volontari. Grande importanza è data alle campagne di opinione volte a tutelare i diritti della persona e a correggere i meccanismi che sono alla base della malattia di Hansen e del sottosviluppo.
Collaboratori e gruppi legati all'AIFO sono capillarmente presenti ed operanti con attività di informazione e di educazione allo sviluppo, per contribuire all'affermazione di una cultura basata sui valori della partecipazione, della giustizia e della pace. Particolarmente intensa è l'attività nelle scuole per l'educazione all'intercultura e alla pace attraverso corsi di aggiornamento, incontri con le scolaresche e produzione di sussidi di documentazione.
L'AIFO infine celebra la Giornata mondiale dei malati di lebbra, un appuntamento che si rinnova ogni anno dal 1954. Sempre con cadenza annuale, vengono assegnati:
- il premio sul campo "Raoul Follereau", assegnato a coloro che hanno speso la vita al fianco degli oppressi;
- la borsa di studio "Raoul Follereau", assegnata a giornalisti che operano in contesti repressivi della libertà di opinione.

L'AIFO cura anche la pubblicazione del mensile "Amici di Follereau".